# Laurel megye
Laurel megye az Amerikai Egyesült Államokban, azon belül Kentucky államban található. Megyeszékhelye London, legnagyobb városa London. Lakosainak száma 62 613 fő (2020. április 1.). Laurel megye Jackson, Clay, Knox, Whitley, McCreary, Pulaski és Rockcastle megyékkel határos.

## Népesség
A megye népességének változása:
| Lakosok száma | 59 006 | 59 360 | 59 446 | 59 563 | 60 094 | 62 613 |
|               | 2010   | 2011   | 2012   | 2013   | 2015   | 2020   |